# El Gat Negre
|  | No s'ha de confondre amb l'obra literària El gat negre ni amb el cabaret El Gat Negre.. |

El Gat Negre de la Industrial Workers of the World

El Gat Negre, també conegut com El Gat Salvatge i Sabot-cat (sabot amb relació a sabotatge) és una figura de gat amb l'esquena formant un arc i els pèls eriçats. S'atribueix aquesta icona a Ralph Chaplin, sindicalista radical pertanyent a Industrial Workers of the World (IWW).
No és clar el motiu que va originar aquest símbol, però una de les versions més conegudes explica que uns treballadors acampats durant el trancurs d'una vaga, que estaven passant uns moments molt difícils, van veure un gat negre escarransit. El van alimentar i l'animal es va refer, fet que va coincidir en un gir, en la bona direcció, de les seves reivindicacions; llavors van associar gat negre amb canvi positiu.
Representa la situació d'algú que es troba acorralat i que està decidit a plantar cara i disposat a defensar-se perquè no li queda més remei. Una altra interpretació diu que aquest animal tindria relació amb les vagues salvatges, les que es fan sense estar pendent d'instruccions superiors, les d'acció directa, sense intermediaris, per forçar negociacions entre treballadors i empresaris. També s'ha comentat la relació que té amb la creença popular de les múltiples vides que té aquest animal (que a Catalunya serien set) volent indicar que es revifa cada cop que sembla que està acabat.
En dècades passades, es va considerar, majoritàriament, un emblema de la lluita decidida en la defensa dels assalariats i dels més dèbils. Forma part de la simbologia anarquista (com ho poden ser les bandera negra, la roja i negra, la A encerclada, etc.).